# Eubosmina longispina
Eubosmina longispina är en kräftdjursart som först beskrevs av Franz von Leydig 1860.  Eubosmina longispina ingår i släktet Eubosmina och familjen Bosminidae. Inga underarter finns listade i Catalogue of Life.